# Phyllophila atripars
Phyllophila atripars är en fjärilsart som beskrevs av George Francis Hampson 1914. Phyllophila atripars ingår i släktet Phyllophila och familjen nattflyn. Inga underarter finns listade i Catalogue of Life.